# NGC 4617
NGC 4617 је спирална галаксија у сазвежђу Ловачки пси која се налази на NGC листи објеката дубоког неба.
Деклинација објекта је + 50° 23' 39" а ректасцензија 12h 41m 5,7s. Привидна величина (магнитуда) објекта NGC 4617 износи 13,2 а фотографска магнитуда 14,0. NGC 4617 је још познат и под ознакама UGC 7847, MCG 9-21-28, CGCG 270-13, KARA 545, PGC 42530.